# Trentepohlia marmorata
Trentepohlia marmorata är en tvåvingeart som först beskrevs av Enrico Adelelmo Brunetti 1912.  Trentepohlia marmorata ingår i släktet Trentepohlia och familjen småharkrankar. Inga underarter finns listade i Catalogue of Life.